# Episinus longabdomenus
Episinus longabdomenus is een spinnensoort in de taxonomische indeling van de kogelspinnen (Theridiidae).
Het dier behoort tot het geslacht Episinus. De wetenschappelijke naam van de soort werd voor het eerst geldig gepubliceerd in 1998 door Chuandian Zhu.